# Жээнбеков, Асылбек Шарипович
Асылбек Шарипович Жээнбеков (род. 27 августа 1963, село Биймырза Кара-Кульджинского района Ошской области, Киргизская ССР) — кыргызский государственный деятель. Торага Жогорку Кенеша V созыва.

## Биография
В 1985 году окончил Киргизский сельскохозяйственный институт имени К. И. Скрябина.
С 1985 года — агроном в совхозе «Ак-Жар» Узгенского района.
В 1987—1992 годах — младший научный сотрудник, старший научный сотрудник Киргизской опытной станции по хлопководству и южному сельскому хозяйству.
В 1991 году окончил аспирантуру Киргизского научно-исследовательского института земледелия.
В 1992—1996 годах — директор ОсОО «Шариф».
В 1996—2002 годах — директор ОсОО «Искен».
В 2002 году окончил Университет экономики и предпринимательства.
В 2002—2007 годах — генеральный директор ОсОО «Агрозооветсервис», одновременно — председатель Совета директоров Ассоциации агробизнесменов Кыргызстана.
С ноября 2007 по 2019 год — член Социал-демократической партии.
С 2007 года — депутат Жогорку Кенеша IV V и VI созывов.
21 декабря 2011 года избран спикером Жогорку Кенеша V созыва, заменив на этом посту Ахматбека Келдибекова, ушедшего в отставку. Кандидатуру А. Жээнбекова поддержали 78 депутатов из 120 (второй кандидат — Курманбек Осмонов от партии «Ата-Журт» — набрал 25 голосов).

## Семья
Жена и шестеро детей. Брат Сооронбай Жээнбеков — президент Кыргызстана с 2017 по 2020 год.

## Награды
- Медаль за мужество в период революции
- Орден «Содружество» (19 мая 2016 года, Межпарламентская ассамблея СНГ) — за активное участие в деятельности Межпарламентской Ассамблеи и её органов, вклад в укрепление дружбы между народами государств — участников Содружества Независимых Государств[4]
- Медаль «За укрепление парламентского сотрудничества» (28 ноября 2013 года, Межпарламентская ассамблея СНГ) — за особый вклад в развитие парламентаризма, укрепление демократии, обеспечение прав и свобод граждан в государствах — участниках Содружества Независимых Государств[5]